# Tomopterna monticola
Espèce
Synonymes
- Phrynobatrachus monticola Fischer, 1884

Tomopterna monticola est une espèce d'amphibiens de la famille des Pyxicephalidae.

## Répartition
Cette espèce est endémique du Sud du Kenya. Elle n'est connue que sur les lieux de sa découverte dans les environs de Olengarua.

## Publication originale
- Fischer, 1884 : Über die von Herrn Dr. Gr. A. Fischer im Massai-Gebiete (Ost-Afrika) auf seiner in Veranlassung der Geographischen Gesellschaft in Hamburg unternommenen Expedition gesammelten Reptilien, Amphibien und Fische. Jahrbuch der Hamburgischen Wissenschaftlichen Anstalten, vol. 1, p. 3-32 (texte intégral).